# 武智豊子
武智 豊子（たけち とよこ、1908年8月25日 - 1985年7月18日）は、日本の喜劇人、映画女優である。晩年は武知杜代子と改名している。本名は細江ふじ。旧姓は阿久津。
浅草時代は、その小柄な体躯とかすれ声から「女エノケン」と呼ばれ、映画では30歳代から老け役で活躍した。

## 来歴・人物

### 戦前・浅草の女エノケン
1908年（明治41年）8月25日、東京市下谷区（現在の東京都台東区）に生まれる。
1923年（大正12年）9月1日の関東大震災後、通っていた下谷の高等女学校を15歳で中退し、「曾我廼家五九郎一座」に参加、1925年（大正14年）に17歳で初舞台を踏む。この初舞台の際に座長の五九郎から「（自分の本名の）武智を（芸名に）使え」と言われ、これにこの名字に合う名前として字画の収まりが良い豊子を合わせて芸名を付けた。その後、1929年に旗揚げした榎本健一（エノケン）の「カジノ・フォーリー」（浅草水族館2階）に参加、1931年旗揚げのエノケン・二村定一二人座長の「ピエル・ブリヤント」に参加、角筈のムーランルージュ新宿座を経て、ふたたび「エノケン一座」に合流した。身長145センチの小柄さとしゃがれ声から「女エノケン」と呼ばれ、その当時はすさまじい人気で、東京六大学に「武智豊子親衛隊」ができたほどであった。
1931年（昭和6年）にレコードディレクター細江徳二と結婚し、二女をもうける。1934年（昭和9年）、榎本健一主演の『エノケンの青春酔虎伝』で映画デビューする。また、1938年（昭和13年）6月、29歳のとき、前年オープンしたばかりの本所区錦糸町の江東劇場（江東楽天地、現在は墨田区江東橋4-27-14の錦糸町PARCO）で「武智豊子一座」を旗揚げした。翌1939年1月、エノケンとのデュエット盤『流行歌数へ唄』を発表。同年3月一座を解散。

### 戦後・映画のなかの強烈老婆
1945年（昭和20年）、36歳で終戦を迎える。
戦後も映画、テレビで印象の強い名バイプレーヤーとして活躍した。若いときから老け役を得意とし、1950年代 - 1960年代には、日活撮影所と松竹大船撮影所を中心にフル稼働した。そのさなかの1962年（昭和37年）、夫・細江と死別する。
1956年から1966年まで続いたNHKテレビ「お笑い三人組」の、おふで婆さんが有名。
1970年には、左卜全の『老人と子どものポルカ』のヒットを受け、上田吉二郎とのデュエット盤『上吉・豊子の…ハレンチ・アモーレ』をレコーディング、発表した。翌年上田は声帯を切除するので記録としても重要な音源である。
1977年、翌1978年に70歳を迎えるにあたり、姓名判断によって武知 杜代子（読み同じ）と改名。ちょうどTVアニメ『無敵超人ザンボット3』に、女優としてよく演じていた役柄とは異なる、乙女心も忘れない“可愛いおばあちゃん”の声でレギュラー出演していた時期で、同番組のキャストクレジットにおいては第4話までが旧芸名、第5話からは新芸名となっていた。
1985年7月14日、仕事先の釧路空港で心臓発作に倒れ、7月18日、心不全のため釧路市内の入院先の谷藤病院で死去。76歳没。浅草寺境内の「喜劇人の碑」に「武智豊子」の名を残す。また、武智のレコード音源は2曲ともCD化されている。

## フィルモグラフィ

### 映画
- エノケンの青春酔虎伝 （1934年） 監督山本嘉次郎、主演榎本健一、二村定一 ※P.C.L.映画製作所
- 明朗五人男 （1940年） 監督斎藤寅次郎 ※東宝映画京都撮影所
- エノケンの金太売出す 1941年） 監督青柳信雄
- 我輩は探偵でアル （1949年

#### 1950年代
- エンタツちょび髭漫遊記 （1952年） 主演横山エンタツ ※宝プロダクション
- 恋人のいる街 （1953年）
- お母さんの結婚 （1953年）
- 浮気天国 （1953年）
- 花嫁の性典 （1953年）
- 忍術罷り通る （1953年）
- 神州天馬侠 （1954年）
- 重盛君上京す （1954年）
- 巌ちゃん先生行状記 処女合戦 （1954年）
- 落語長屋は花ざかり （1954年）
- 若人のうたごえ （1955年）
- ここに泉あり （1955年） ※中央映画
- 踊り子行状記 （1955年）
- 胸より胸に （1955年）
- 善太と三平 （1955年） 監督宮津博 ※教育映画
- 君ひとすじに （1956年）
- 東京のテキサス人 （1957年）
- 倖せは俺等のねがい （1957年） ※日活
- 喜劇 駅前旅館 （1958年） ※東京映画
- 盗まれた欲情 （1958年）
- デン助の小学一年生 （1958年） 主演大宮デン助
- 真昼の惨劇 （1958年）
- 無鉄砲一代 （1958年）
- おヤエの家つき女中 （1959年） 主演若水ヤエ子 ※日活
- おヤエのママさん女中 （1959年） 主演若水ヤエ子 ※日活
- 旗本退屈男 謎の南蛮太鼓 （1959年）
- おヤエの身替り女中 （1959年） 主演若水ヤエ子 ※日活
- 双頭の殺人鬼 （1959年） 主演ピーター・ダインリー、中村哲 ※アメリカ映画（原題：The Manster）

#### 1960年代
- 人も歩けば （1960年） ※東京映画
- 幽霊繁盛記 （1960年） ※東京映画
- お笑い三人組 怪しい奴にご用心 （1961年）
- 大当り百発百中 （1961年）
- お笑い三人組 泣き虫弱虫かんの虫の巻 （1961年）
- 豚と軍艦 （1961年）
- この青年にご用心 （1961年）
- 東京のお転婆娘 （1961年）
- 飛び出した女大名 （1961年） ※大映京都撮影所
- 大人と子供のあいの子だい （1961年） ※日活
- 明日が私に微笑みかける （1961年）
- 東京ドドンパ娘 （1961年）
- カメラ・トップ屋 お嬢さんが狙ってる お色気無手勝流 （1961年）
- 太陽は狂ってる （1961年） ※日活
- 権九郎旅日記 （1961年） ※東映京都撮影所
- 一本杉はなにを見た （1961年） ※日活
- ドドンパ酔虎伝 （1961年）
- 青年の椅子 （1962年） ※日活
- 週末屋繁晶記 （1962年） ※日活
- 新悪名 （1962年） ※大映京都撮影所
- 赤い蕾と白い花 （1962年） ※日活
- 車掌物語 旅は道づれ （1962年）
- 当りや大将 （1962年） ※日活
- 若い人 （1962年） ※日活
- 危いことなら銭になる （1962年） ※日活
- 惚れたって駄目よ （1962年） ※日活
- 硝子のジョニー 野獣のように見えて （1962年）
- 星屑の町 （1963年）
- 川っ風野郎たち （1963年）
- 泥だらけの純情 （1963年） ※日活
- 新・座頭市物語 （1963年） 主演勝新太郎 ※大映京都撮影所
- 下町の太陽 （1963年） ※松竹大船撮影所
- 社長外遊記 （1963年） ※東宝
- サムライの子 （1963年）
- 素晴らしい悪女 （1963年）
- 若い東京の屋根の下 （1963年） ※日活
- 銀座の次郎長 天下の一大事 （1963年） ※日活
- 女弥次喜多 タッチ旅行 （1963年）
- 競輪上人行状記 （1963年）
- 見上げてごらん夜の星を （1963年）
- ばりかん親分 （1963年）
- アリバイ （1963年）
- 歌え若人達 （1963年）
- 河内ぞろ 喧嘩軍鶏 （1964年）
- ケチまるだし （1964年）
- いいかげん馬鹿 （1964年） ※松竹大船撮影所
- 何処へ （1964年） ※日活
- 自動車泥棒 （1964年） ※東宝
- 馬鹿が戦車でやって来る （1964年） ※松竹大船撮影所
- これからのセックス 三つの性 （1964年
- 大日本チャンバラ伝 （1965年） ※日活
- 狸穴町0番地 （1965年） ※大映東京撮影所
- 青春のお通り （1965年） ※日活
- 素敵な今晩わ （1965年） ※松竹大船撮影所
- 明日は咲こう花咲こう （1965年） ※日活
- 結婚相談 （1965年） ※日活
- マカオの竜 （1965年） ※日活
- 赤い谷間の決斗 （1965年） ※日活
- 運が良けりゃ （1966年） ※松竹大船撮影所
- 雁 （1966年） ※大映東京撮影所
- 帰らざる波止場 （1966年） ※日活
- 不敵なあいつ （1966年） ※日活
- 浪曲子守唄 (1966年、東映) - とり ※主演・千葉真一
- なつかしい風来坊 （1966年） ※松竹大船撮影所
- 牙狼之介 （1966年）
- おゆきさん （1966年）
- 拳銃は俺のパスポート （1967年） ※日活
- 喜劇 ニューヨーク帰りの田舎ッペ （1967年）
- 恋人をさがそう （1967年）
- 爆笑野郎 大事件 （1967年）
- 濡れた逢びき （1967年） ※松竹大船撮影所
- レッツゴー! 高校レモン娘 （1967年）
- ザ・スパイダースのゴー・ゴー・向こう見ず作戦 （1967年） 主演ザ・スパイダース
- ザ・タイガース 世界はボクらを待っている （1968年） 主演ザ・タイガース
- 惚れた強み （1968年）
- こわしや甚六 （1968年）
- 河童の三平 妖怪大作戦 （1968年）
- 金瓶梅 （1968年）
- 喜劇 “夫”売ります!! （1968年）
- ぼん太の結婚屋 いろいろあらァな田舎ッペ （1968年） 主演東京ぼん太
- 極悪坊主 念仏人斬り旅 （1969年）
- 温泉ポン引女中 （1969年）
- 猛烈社員 スリゴマ忍法 （1969年）
- 新網走番外地 流人岬の血斗 （1969年）
- 喜劇 一発大必勝 （1969年） ※松竹大船撮影所
- 不良番長 どぶ鼠作戦 （1969年）

#### 1970年代
- ハレンチ学園 （1970年） ※日東プロ・ピロ企画提携、配給日活
- ハレンチ学園 身体検査の巻 （1970年） ※日活
- ハレンチ学園 タックルキスの巻 （1970年） ※日活
- (秘)女子大寮 （1970年）
- シルクハットの大親分 （1970年）
- 喧嘩屋一代 どでかい奴 （1970年） ※大映京都撮影所
- 捨て身のならず者 （1970年）
- 温泉こんにゃく芸者 （1970年）
- 三度笠だよ人生は （1970年）
- 谷岡ヤスジのメッタメタガキ道講座 （1971年） ※日活
- 男一匹ガキ大将 （1971年） ※勝プロダクション
- 初笑い びっくり武士道 （1971年）
- コント55号とミーコの絶体絶命 （1971年） 主演コント55号 ※松竹大船撮影所
- セックス喜劇 鼻血ブー （1971年）
- 十七才の成人式 （1971年）
- 喜劇 社長さん （1972年）
- 虹をわたって （1972年） ※松竹大船撮影所
- やくざと抗争 （1972年
- まむしの兄弟 懲役十三回 （1972年）
- 温泉おさな芸者 （1973年）
- チョットだけョ全員集合!! （1973年）
- まむしの兄弟 恐喝三億円 （1973年）
- 大事件だよ全員集合!! （1973年）
- 東京ド真ン中 （1974年）
- 超能力だよ全員集合!! （1974年）
- 従軍慰安婦 （1974年
- 実録エロ事師たち 巡業花電車 （1974年） ※日活
- 男はつらいよ 寅次郎恋やつれ （1974年） ※松竹大船撮影所
- 喜劇 女子学生 華やかな挑戦 （1975年）
- にっぽん美女物語 女の中の女 （1975年） ※松竹・田辺エージェンシー提携
- 忍術猿飛佐肋 （1976年）
- 必殺女拳士 （1976年）
- キンキンのルンペン大将 （1976年） 主演愛川欽也 ※東映東京撮影所
- むれむれ女子大生 （1977年） ※日活
- 美女放浪記 （1977年）

#### 武知杜代子名義
- トラック野郎・突撃一番星 （1978年） ※東映東京撮影所
- ギャンブル一家 チト度が過ぎる （1978年） ※大映映画
- 俺は田舎のプレスリー （1978年） 主演吉幾三
- 順子わななく （1978年）
- 金田一耕助の冒険 （1979年） 監督大林宣彦 ※角川春樹事務所
- 神様のくれた赤ん坊 （1979年） ※松竹 - お好み焼き屋の老婆
- オン・ザ・ロード （1982年
- えきすとら （1982年）
- 鏡の中の悦楽 （1982年） ※にっかつ
- 愛しき日々よ （1984年） 主演門田頼命、かたせ梨乃 ※サンレニティ・映像京都提携、遺作

### テレビドラマ
- お笑い三人組（1956年 - 1966年） - ふで
- チロリン村とくるみの木（1956年 - 1964年） - アスパラ・カス
- この光は消えず「からくり儀右衛門」（1960年11月24日） - おばあさん
- 孤独の賭け（1963年）
- マイティ・ハーキュリー（1963年 - 1966年） - 魔女ウィラミン
- 特別機動捜査隊
  - 第224話「春の突風」（1966年）
  - 第367話「鴉」（1968年） - 上野ちか
  - 第386話「涙の子守唄」（1969年）
- 渥美清の泣いてたまるか
  - 第1話「ラッパの善さん」（1966年）
  - 第8話「ああ誕生」（1966年）
  - 第70話「まごころさん」（1968年）
- 青い山脈 第8話「朝霧の中で」（1966年）
- 窓からコンチワ（1967年）
- コメットさん
  - 第9話「間抜けなお手伝い」（1967年） - キン婆さん
  - 第71話「すてきなすてきな大冒険」（1968年） - おばあさん
- 快獣ブースカ 第45話「魔法の帽子」（1967年） - メチャ太郎の祖母
- 忍者ハットリくん+忍者怪獣ジッポウ 第7話「コケコッコーは結構でござる」（1967年） - 養鶏所の婆さん
- 河童の三平 妖怪大作戦（1967年 - 1968年） - 砂かけ婆
- 男はつらいよ（1968年） - 寅の実母染子
- 怪盗ラレロ（1968年 - 1969年） - 中川初子
- 二人の世界（1970年 - 1971年） - トヨ
- 徳川おんな絵巻 第19話「可愛い悪魔」、第20話「呪われた恋」（1971年） - お熊
- ワンパク番外地 (1971年)
- 緊急指令10-4・10-10（1972年） 
  - 第8話「私は殺される!」 - 中年の女
  - 第15話「僕は泣かない」 - 木暮イソ
- 変身忍者 嵐 第9話「まぼろし怪人! カマキリガラン!!」（1972年） - 峠の茶屋の婆（カマキリガラン）
- キイハンター 第256話「喜劇 ギャングの教科書」（1973年）
- おこれ!男だ 第3話「逃げられないのかおぬしと俺は」（1973年） - 大楠山中の老婆
- 時間ですよ（1973年） - お岩
- キカイダー01 第7話「落雷! 機能低下のゼロワン直撃」（1973年） - 老婆（リエコ）
- パパと呼ばないで 第35話「とんだ情操教育」（1973年） - 花藤梅乃
- 太陽にほえろ! 第55話「どぶねずみ」（1973年） - 矢沢トキ
- ジャンボーグA 第41話「宇宙魔女ババラスのロボット作戦」、第42話「呪い針! ババラスの逆襲」（1973年） - ババラスの声
- プレイガール 第212話「真夜中の愛の狩人」（1973年） ‐ 綾
- 座頭市物語 第8話「忘れじの花」（1974年）
- 俺たちの勲章 第7話「陽のあたる家」（1975年） - さつき荘のお婆さん
- Gメン'75
  - 第84話「三本指の刑事」（1976年）
  - 第92話「女の留置場」（1977年） - アパートの管理人
  - 第97話「嫁・姑・孫の戦い」（1977年） - 老婆
  - 第118話「黒人兵カービン銃乱事件」（1977年） - 煙草屋のおばちゃん
  - 第149話「結婚式の夜の出来事」（1978年） - 中根いと
  - 第166話「女医の告白」（1978年） - 老婆
  - 第207話「婦人警官連続射殺事件」（1979年） - 老婆
  - 第240話「'80新春おせち料理毒殺事件」（1980年） - 田中ヨシ / 藪田ヒサ ※武知杜代子名義
  - 第276話「夜泣く女の骸骨」（1980年） - 農家の主婦
  - Gメン'82 第5話「私は殺される!」（1982年） - 平林花子 ※武知杜代子名義
- 5年3組魔法組 第10話「迷子になったキューピー人形」（1977年） - 戸倉かね
- 無敵超人ザンボット3（1977年 - 1978年） - 神梅江 ※声の出演。第5話以降は武知杜代子名義
- 江戸特捜指令 第14話「爆笑!欲が裏目の玉手箱」（1977年）
- 気まぐれ本格派 第6話「弱虫は歌いたがる」（1977年）
- 伝七捕物帳 第3話「夫婦花火」（1979年） ※武知杜代子名義
- バトルフィーバーJ 第18話「鳩よ悪の巣へ急げ」（1979年） - 岩本家のお婆ちゃん ※武知杜代子名義
- 熱中時代 刑事編 （1979年） - 豊川きく ※武知杜代子名義
  - 第5話「赤頭巾と熱中刑事」
  - 第23話「KO強盗と放火魔」
- 俺はあばれはっちゃく 第23話 「たなばた幽霊○ヒ作戦」（1979年） ※武知杜代子名義
- 江戸の牙 第13話「悲哀 北から来た男」（1979年）
- 熱中時代 第2シリーズ  - シズ
  - 第17話「祖父母会とボートレース」（1980年）
  - 第29話「先生 愛ってなんですか？」（1981年） ※武知杜代子名義
- 江戸の用心棒 第9話「犬を飼う女」（1981年） ※武知杜代子名義
- 新五捕物帳 第121話「泣くな銀次」（1981年） ※武知杜代子名義
- 松本清張の地方紙を買う女（1981年） ※武知杜代子名義
- 秘密のデカちゃん 第20話「何がなんでも! 猛烈女医の結婚宣言」（1981年） - 305号室入院患者 ※武知杜代子名義
- 文吾捕物帳 第10話「復讐さざんかの舞」（1982年） ※武知杜代子名義
- 海にかける虹〜山本五十六と日本海軍（1983年）
- 長谷川町子のいじわる看護婦3（1983年） ※武知杜代子名義
- 若草学園物語 第22話「転校生とポックリ寺」（1983年） ※武知杜代子名義
- 大奥 第38話「大奥のメリークリスマス」（1983年） ※武知杜代子名義
- 家族ゲームII（1984年）
- 気分は名探偵 第4話「怪盗の正体は?」（1984年） ※武知杜代子名義
- NHK特集「THE DAY その日〜1995年・日本〜」第4回「旅路〜あなたの老後を誰がみる〜」 ※武知杜代子名義

## ディスコグラフィ

### シングル
- 『流行歌数へ唄』（ポリドール・レコード、1939年）…榎本健一・武智豊子として
作詞：和田五雄、作編曲：栗原重一、B面は榎本健一『エノケンの八木節』（作詞：池田弘、編曲：栗原重一）
CD『唄うエノケン大全集 - 蘇る戦前録音編』（ユニバーサルインターナショナル、2003年）に所収
- 『上吉・豊子の…ハレンチ・アモーレ』（ミノルフォン・レコード、1970年8月…上田吉二郎・武智豊子として
作詞：西川ひとみ、作曲：伊藤雪彦、B面は『おじいちゃんのヘ長調作品5番』
CD『ノヴェルティ・ギャグリー - あちゃらかソング傑作選』（徳間ジャパンコミュニケーションズ、2003年）に所収

## 関連事項
- 浅草公園六区
- 軽演劇
- 曾我廼家五九郎
- カジノ・フォーリー
- ピエル・ブリヤント

## 註
1. ↑  当時の東京府立あるいは東京市立の女学校はいわゆるナンバースクールで、「下谷高等女学校」あるいは「下谷女学校」という旧制女学校が存在した形跡はない。
2. ↑  週刊テレビ番組（東京ポスト）1982年12月17日号「芸名由来記」56頁